# すたどる!
『すたどる!』は2012年1月27日にabeliaより発売された18禁のパソコンゲーム（アダルトゲーム）ソフト。
5人のアイドルグループ「サンクドール」をプロデュースしていくシミュレーションゲーム。

## ゲームシステム
駆け出しのアイドル5人組からリーダー候補生を一人選び、全国行脚などを通じてファンの数を増やし、一人前のアイドルとして育てていくシミュレーションゲーム。
レッスンパートはいくつかのミニゲームで構成されており、ミニゲームのジャンルは歌唱、ダンス、ルックスの3つに分かれている。レベルアップすると卑猥なグラフィックになっていく。また、レッスンの成果は後述するライブバトルの結果にもかかわる。
ツアー先にはご当地アイドルのほかに選ばれなかったユニットメンバーも待ち受けており、彼女達とのライブバトルに勝利することにより、その地域の人気を得ることができる。

## あらすじ
アイドルブームによって、各地にご当地アイドルがあふれた日本。
某芸能事務所のプロデューサーである主人公は、事務所に所属する女性アイドルたちを集め「サンクドール」というユニットを組ませるが、リーダー不在と実力不足により鳴かず飛ばずの日々を送っていた。
プロデューサーもリーダーの存在が必要不可欠であることはわかっていたが、上から言われただけでは本人たちのやる気は伸びない。
そのとき、プロデューサーはメンバーたちの全国個別ライブツアーを行い、ツアー先のファン投票でリーダーを決めるという方法を思いついた。

## 登場人物
神代 達也（かみしろ たつや）
主人公。サンクドールの所属事務所のプロデューサー。

### サンクドール
飛鳥 あした（あすか あした）
声：佐藤千幸
サンクドールのメンバー。明るい性格で、よくアイデアを思いつくが、なかなか成功に結び付けずにいる。
一之瀬 アオイ（いちのせ アオイ）
声：雨花
サンクドールのメンバーで、主人公とは幼馴染同士。一見するとクールな人物だが、常識を理解できていない一面を持つ。ダンスは得意だが、上がり賞の為歌やトークが苦手。また、食いしん坊であるため、食べ物関係の話題の時は地の性格が出てしまう。
卯都木 那都夜（うつぎ なつや）
声：伊東サラ
サンクドールのメンバーで、実家は陰陽師。内気ながらも毒舌家。本人は否定しているが、子どもと動物には優しい一面を見せる。
栄花 泉（えいか いずみ）
声：大葉じゅん
サンクドールのメンバーで、ユニット内のお姉さん的存在。握手会の際、ファンがいるところで握手した手をウェットティッシュでふくほどの潔癖症。
緒ノ乃 ももこ（おのの ももこ）
声：民安ともえ
サンクドールのメンバーで。子どもっぽい容姿と性格だが、その素性は謎に包まれている。

### その他
NoEL（ノエル）
声：佐藤ひろ美
世界的アイドルで、サンクドールのメンバーからは様々な想いで見られている。

## スタッフ
- 原画：YUKIRIN
- シナリオ：沢柾機、蟹原舞菜、PETER本田、天河信彦

## 主題歌
オープニングテーマ&NoELテーマソング「strong enough」
歌：佐藤ひろ美、作詞：AKI WATANABE、作曲：早乙女麗華
飛鳥あしたテーマソング「01☆Future」
歌：佐藤千幸、作詞：chiyuki、作曲：ラブボンバーズ
一之瀬アオイテーマソング「未来へ」
歌・作詞：雨花、作曲：Love☆Rocks
卯都木那都夜テーマソング「光と陰」
歌・作詞：伊東サラ、作曲：早乙女麗華
栄花泉テーマソング「smile」
歌・作詞：大葉じゅん、作曲：山田伯爵
緒ノ乃ももこテーマソング「パタパタパレード」
歌・作詞：民安ともえ、作曲：Love☆Rocks
サンクドールユニット曲&エンディングテーマ「七色の想い」
歌：佐藤千幸・雨花・伊東サラ・大葉じゅん・民安ともえ、作詞：雨花、作曲：ラブボンバーズ